# Иваново-Языковка
Иваново-Языковка — село в Аткарском районе Саратовской области. Входит в состав Ершовского сельского поселения.

## География
Село находится на расстоянии 33 км к юго-востоку от города Аткарск, административного центра района.

## Население
| 2002 | 2010 |
| ---- | ---- |
| 529  | ↗537 |

## Улицы
| - ул. Ивановская, - ул. Лесная, - ул. Луговая, - ул. Молодёжная, | - ул. Солнечная, - ул. Чапаева, - ул. Школьная. |

## Фотогалерея

Виды села
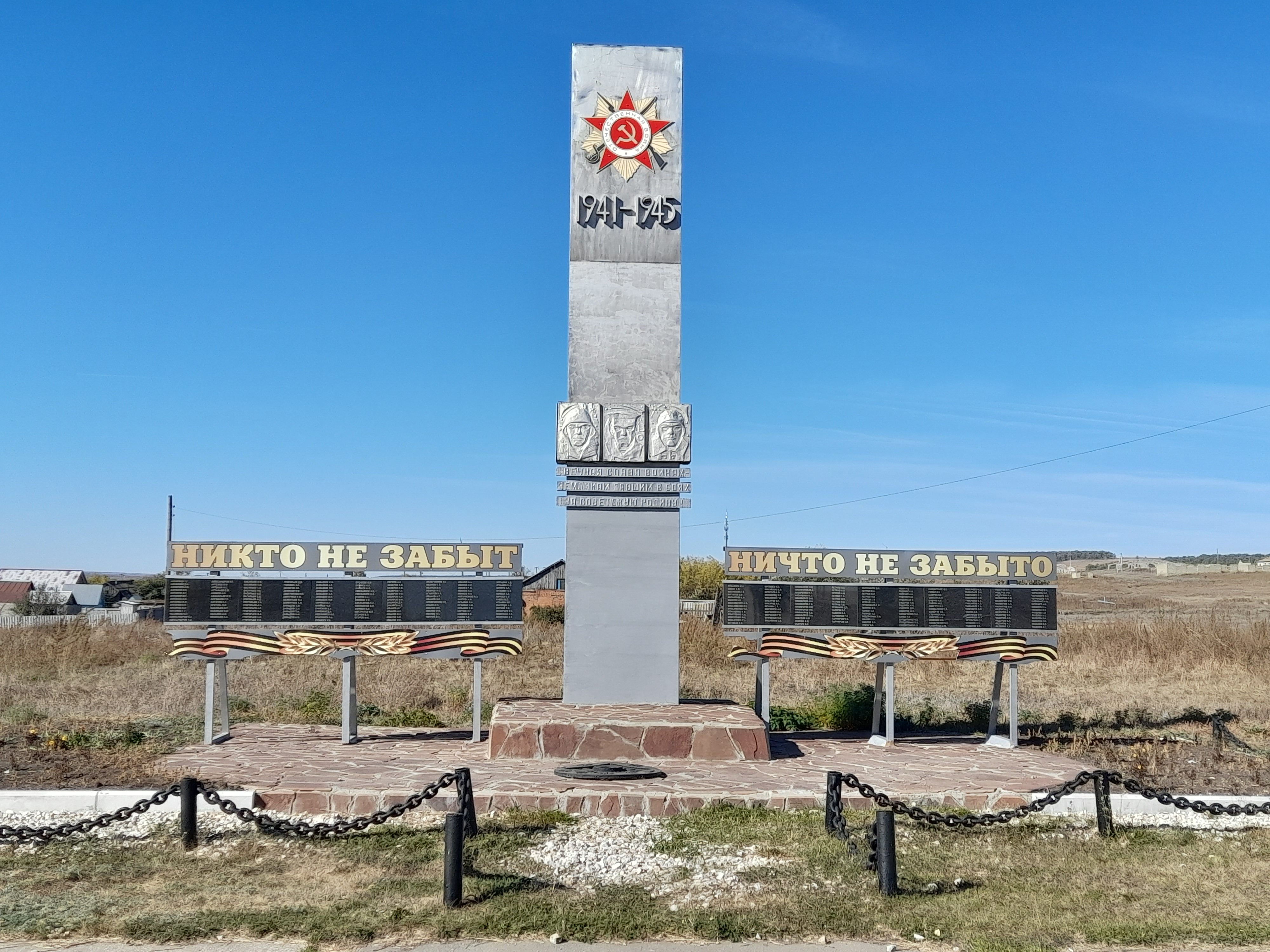
Памятник ветеранам
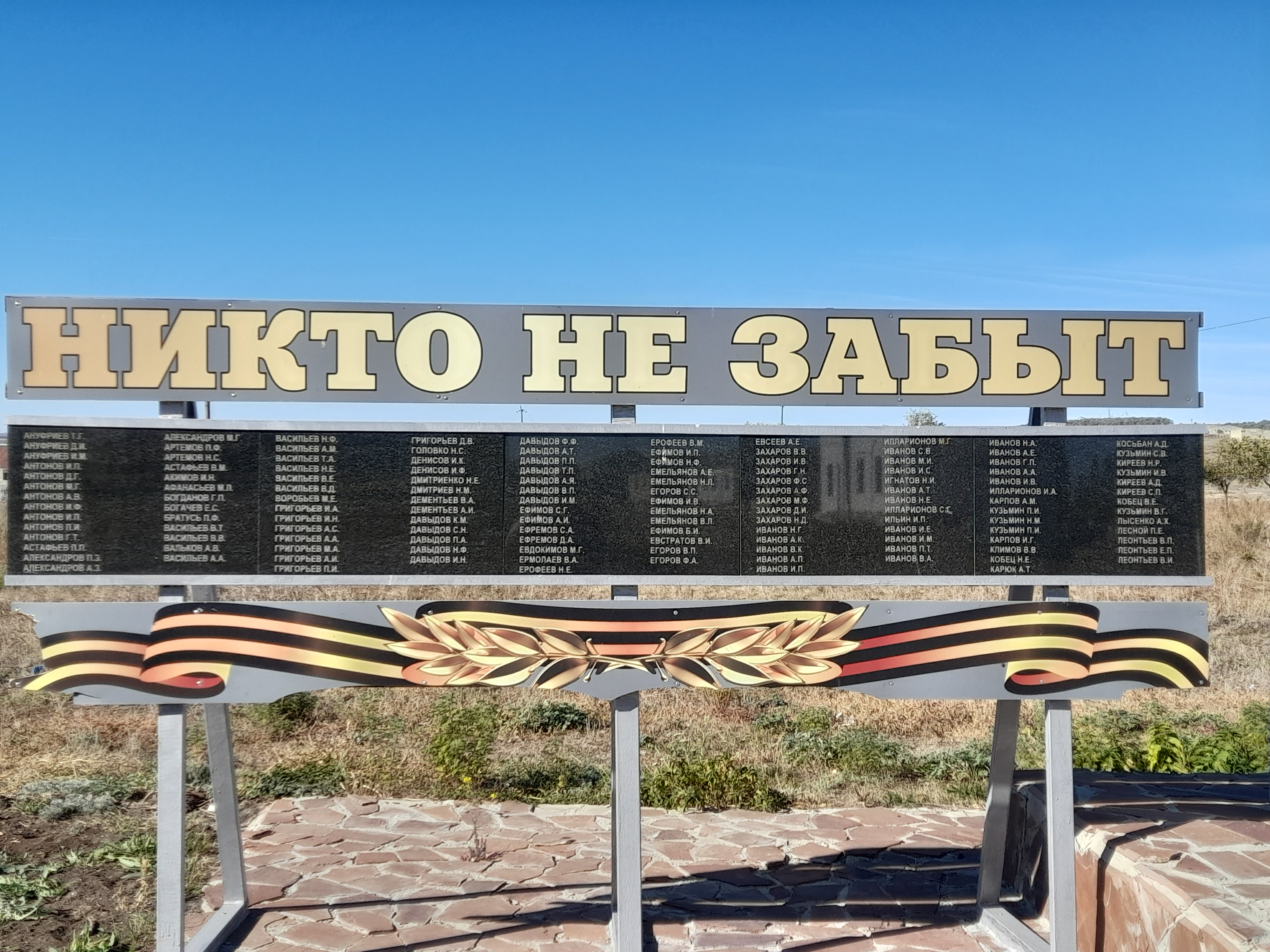
Мемориальные списки ветеранов А-Л
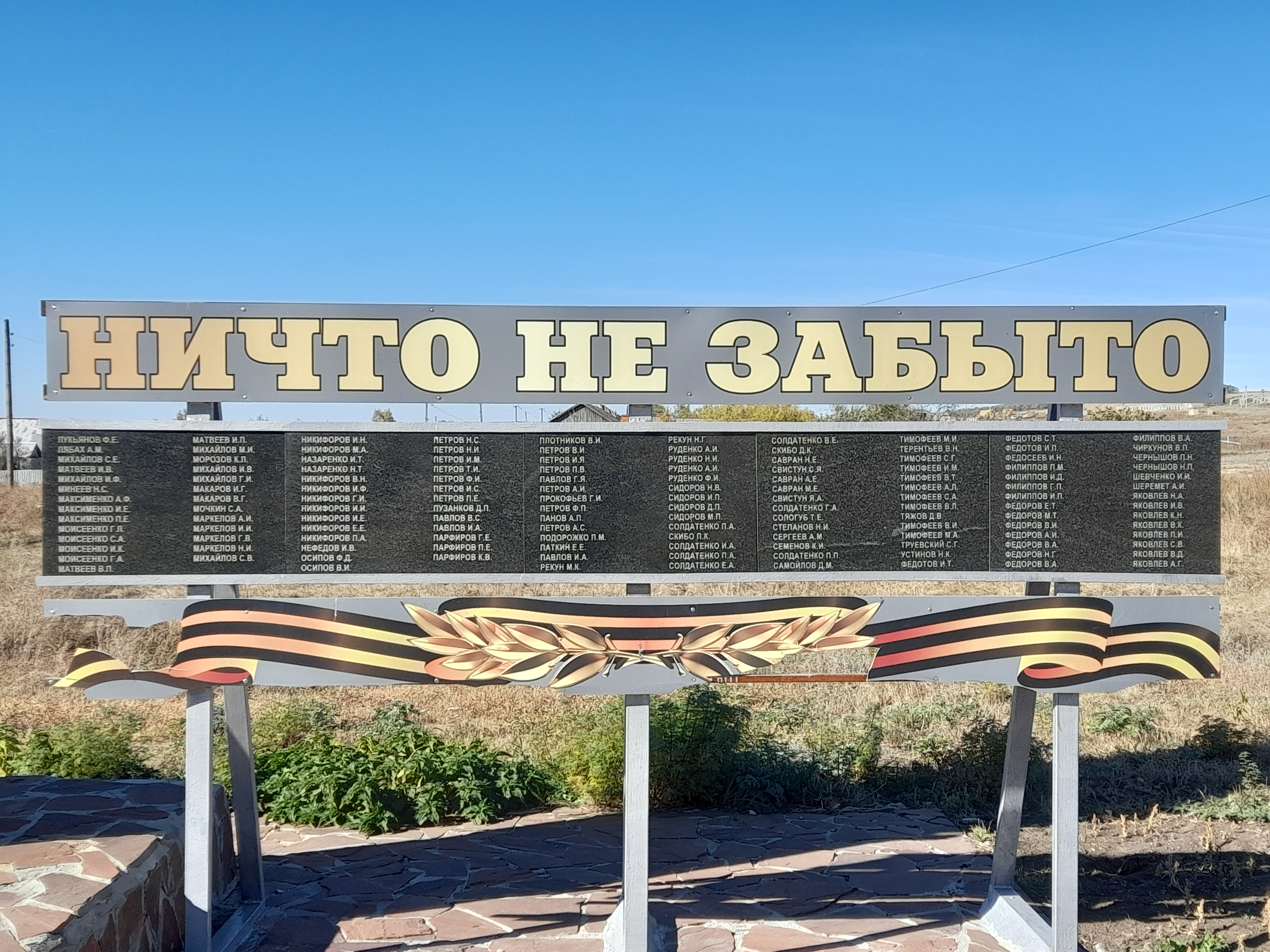
Мемориальные списки ветеранов Л-Я
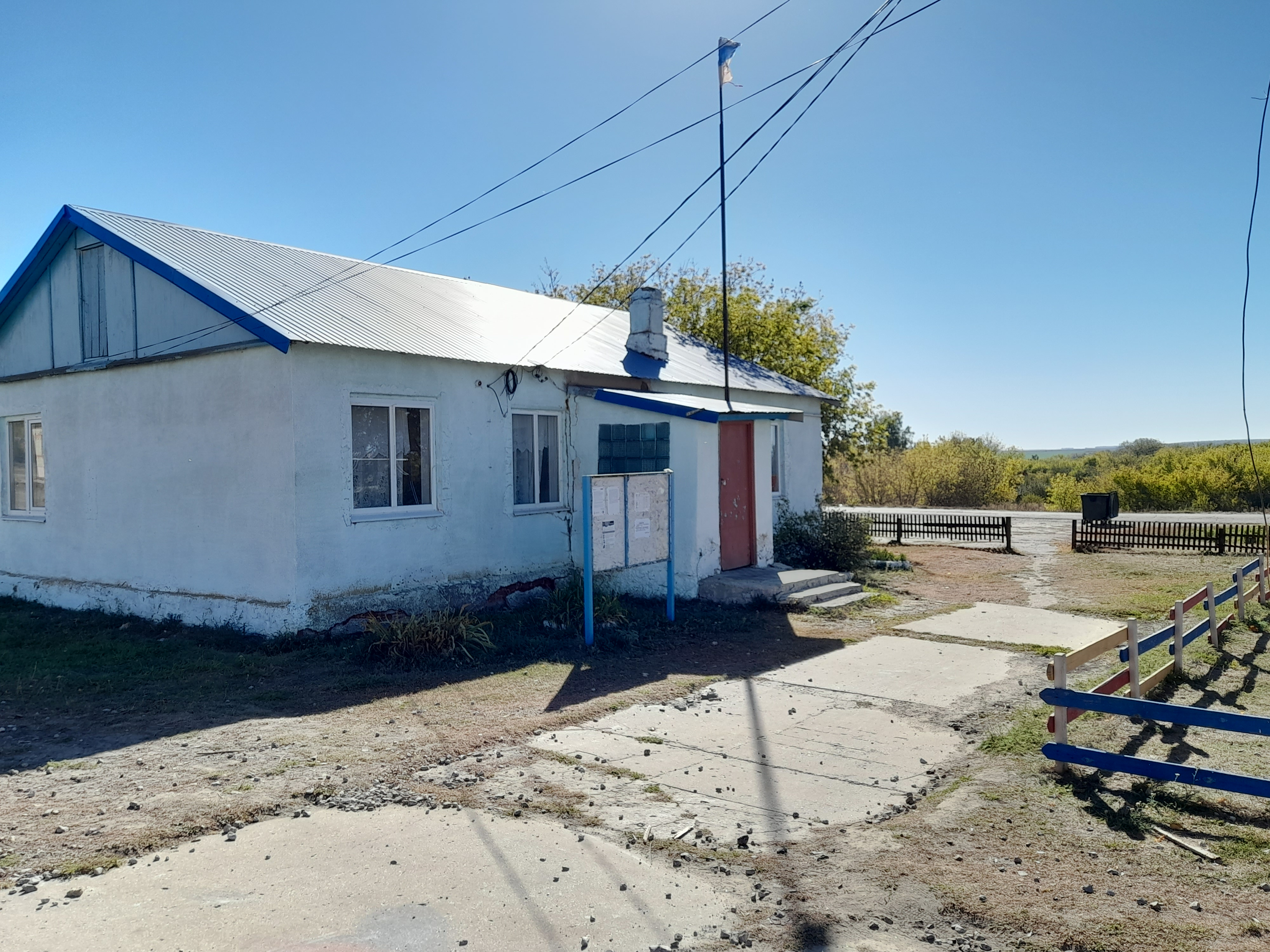
Здание администрации
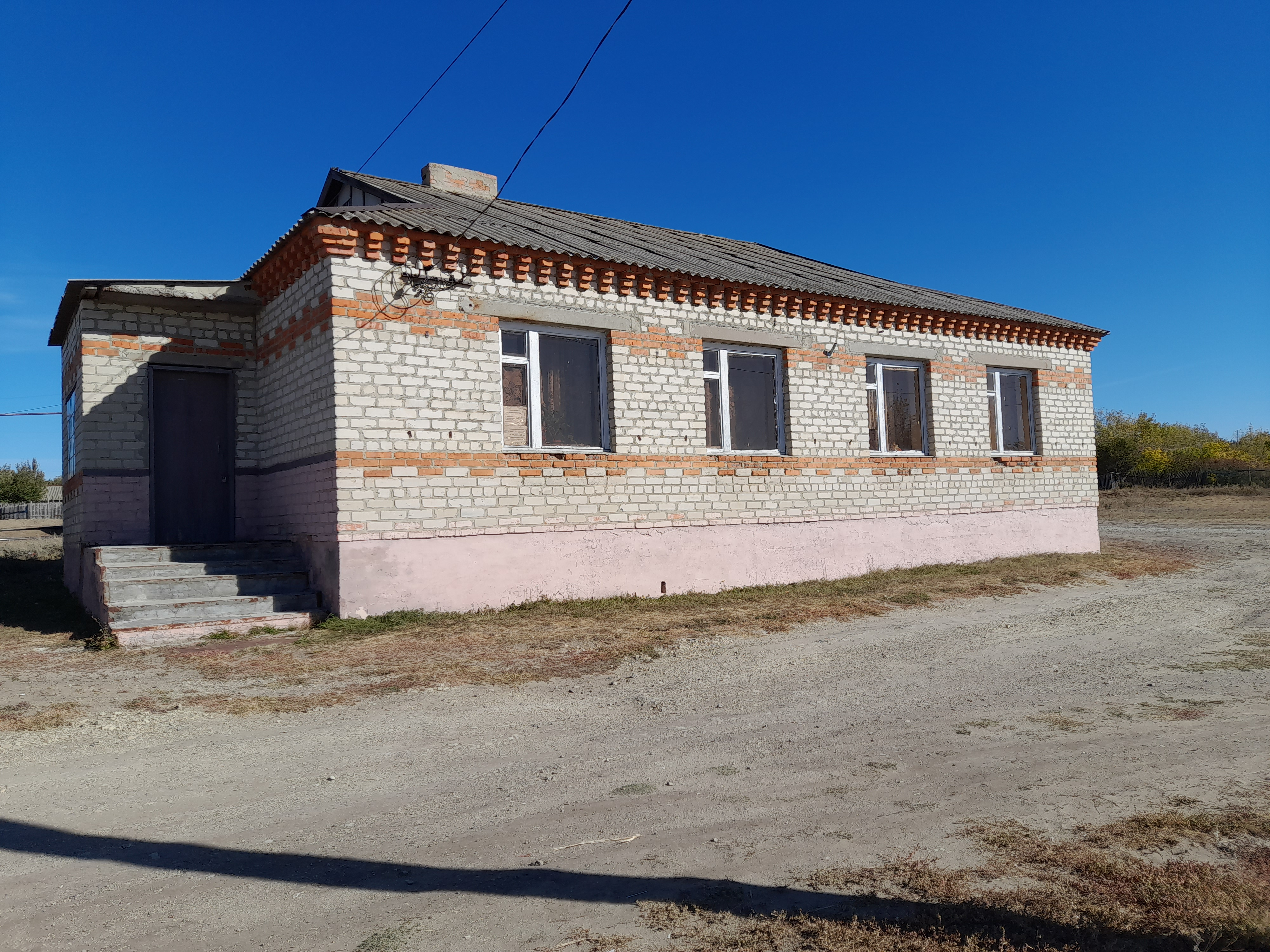
Библиотека